# Universal HD
Universal HD – amerykańska, ogólnotematyczna stacja telewizyjna HD. Wystartowała 1 grudnia 2004 roku, zastępując stację telewizyjną Bravo HD+. Właścicielem jej jest NBC Universal.
Universal HD dostępny jest za pośrednictwem wielu sieci kablowych i operatorów satelitarnych: DirecTV (kanał 564) i Dish Network (kanał 366).
Siedziba kanału znajduje się w Nowym Jorku w Stanach Zjednoczonych. 
Stacja ta emituje w trybie ciągłym, bez przerw reklamowych m.in. filmy, dramaty, seriale i rozgrywki sportowe. Universal HD korzysta w większości z biblioteki NBC Universal.
Od 2008 roku kanał posiada nowe logo i zmienioną oprawę graficzną strony internetowej.